# Sector (Guiné-Bissau)
Sector administrativo, geralmente abreviado para sector, é uma divisão administrativa de segundo nível da Guiné Bissau, constituíndo-se como uma forma de autarquia local, na qual funciona o município, enquadrando-se entre a região e a secção.
Tal como as outras duas divisões administrativas, os sectores derivam dos comités de sector, estabelecidos pelo Partido Africano para a Independência da Guiné e Cabo Verde em 1964, após o Congresso de Cassacá.
O representante máximo do governo no sector designa-se por administrador de sector, nomeado de acordo com o especificado na respectiva lei-quadro.
Os órgãos representativos do município são a assembleia municipal e a câmara municipal, órgão executivo do município, eleito pelos cidadãos eleitores residentes na sua área, tendo por presidente o primeiro candidato da lista mais votada. Os administradores de sector têm assento na assembleia municipal, embora sem direito a voto.
A criação e extinção dos sectores, assim como alterações à sua área, são da competência da Assembleia Municipal Popular, podendo ser precedida de consultas aos órgãos das autarquias abrangidas.
Segundo o regulamento eleitoral, nos sectores as Comissões de Recenseamento são compostas por cinco membros, seleccionados pela administração local dentre cidadãos residentes com capacidade e idoneidade reconhecidas.